# Theridion rhodonotum
Theridion rhodonotum là một loài nhện trong họ Theridiidae.
Loài này thuộc chi Theridion. Theridion rhodonotum được Eugène Simon miêu tả năm 1909.